# Peter la Cour
Niels Peter Georg Dornonville de la Cour (23. august 1834 på Thimgård – 24. juli 1911 i Odense) var en dansk officer, bror til maleren Janus la Cour.
Han var søn af Otto la Cour og Ane Cathrine Strandbygaard, kom på Landkadetakademiet 1850 og blev sekondløjtnant i 1853. Han stod ved 1. jægerkorps med garnison i Kastellet 1853-61, men gjorde tjeneste i artilleriet fra 1. januar 1860 til 10. april 1862, først i København, siden i Rendsborg. Dernæst stod han ved 6. bataljon fra 2. december 1861 til 30. september 1867 med garnison i Slesvig by og deltog med den i 2. Slesvigske Krig 1864. Under krigen blev han premierløjtnant 28. april 1864 og havde garnison først i Aarhus, så i Viborg, i hvilken by han var ved 29. bataljon 1867-73. 6. juni 1873 blev han kaptajn og stod ved 28. bataljon med garnison i Aarhus) fra 1873 til 1876, og 1876-86 ved 14. bataljon i samme by. La Cour købte borgmester Hertz's gård i Aarhus 24. maj 1876. Han blev Ridder af Dannebrog 28. februar 1883, overgik som kaptajn til forstærkningen, 33. bataljon 1886-87 i fodfolkets forstærkning.
I en årrække var Peter la Cour formand for mellemste Jyllands-kreds af Foreningen af Officerer udenfor aktiv Tjeneste og i et par år desuden formand for en sprogforening i Aarhus. Han tegnede og udgav 1900 et vægkort over Aarhus, solgte sin ejendom i 1899, flyttede til København i oktober 1900, og var der ansat som kasernekommandant i Kastellet fra december 1900 og modtog afskedspatent som oberst 29. oktober 1902. Han blev 1904 højstbefalende på Korsør Fæstning og boede her fra efteråret 1904 til 1908, flyttede derpå til Odense, hvor han boede til sin død.
La Cour blev gift 23. april 1862 i Dråby med sin slægtning Christine Charlotte la Cour (7. oktober 1836 på Skærsø – 28. april 1913 i Odense), datter af godsejer Lauritz la Cour og Ellen Kirstine Poulsen. Hun bestyrede 1853-54 huset på Jægergården for sine tre ældste brødre. Parret fik 9 børn, deriblandt lægen Janus la Cour (1871-1949).